# Volume 4: Songs in the Key of Love & Hate
Volume 4: Songs in the Key of Love & Hate es el quinto álbum de estudio de la banda estadounidense Puddle of Mudd. Fue lanzado el 8 de diciembre de 2009. Se extrajeron 3 sencillos; como Keep It Together, Stoned y Spaceship.

## Lista de canciones
| N.º | Título               | Duración |  |
| 1.  | «Stoned»             | 3:30     |  |
| 2.  | «Spaceship»          | 3:14     |  |
| 3.  | «Keep It Together»   | 3:52     |  |
| 4.  | «Out of My Way»      | 4:02     |  |
| 5.  | «Blood on the Table» | 3:13     |  |
| 6.  | «The Only Reason»    | 4:07     |  |
| 7.  | «Pitchin' a Fit»     | 3:39     |  |
| 8.  | «Uno Mas»            | 2:59     |  |
| 9.  | «Better Place»       | 4:01     |  |
| 10. | «Hooky»              | 3:10     |  |

Deluxe Edition
| Deluxe Edition Bonus Tracks |                           |          |  |
| N.º                         | Título                    | Duración |  |
| 11.                         | «Spaceship» (Acústico)    | 3:15     |  |
| 12.                         | «Better Place» (Acústico) | 3:53     |  |
| 13.                         | «Stoned» (Acústico)       | 3:33     |  |
| 14.                         | «Crowsfeet»               | 4:08     |  |